# Gran Conforto-rijtuig
De Gran Conforto-rijtuigen zijn een serie Italiaanse rijtuigen voor langeafstandstreinen. In navolging van de Franse spoorwegen en de Duitse spoorwegen besloten ook de Italiaanse spoorwegen om voor de TEE-dienst over te schakelen op getrokken treinen met elektrische tractie in plaats van dieseltreinstellen. 
In 1968 ontwierp FIAT de luxe Gran Conforto-serie van 1e klas-rijtuigen, de bouw startte in 1969. De serie omvat vier verschillende soorten rijtuigen:
- Coupérijtuig, met 48 zitplaatsen verdeeld over 8 coupés
- Salonrijtuig, met 48 zitplaatsen in een 2+1 opstelling
- Restauratierijtuig, met 41 zitplaatsen en een keuken
- Bagage-/generatorrijtuig

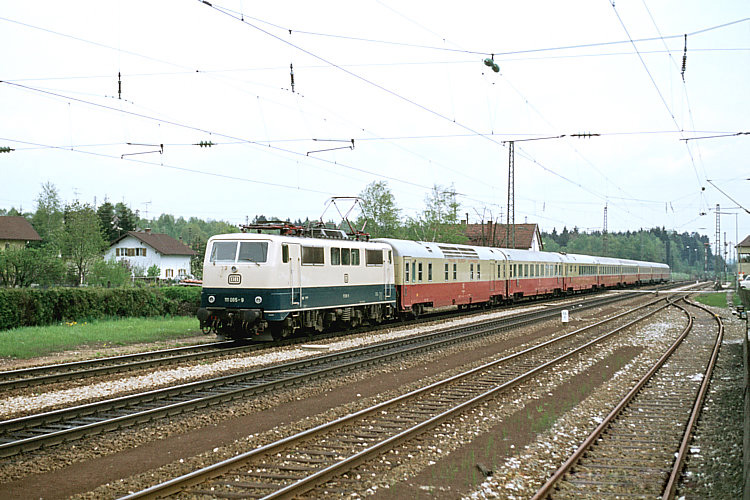
TEE Mediolanum bestaande uit Gran Conforto rijtuigen in TEE kleuren

Voor de internationale dienst werd het bagagerijtuig voorzien van een omvormer om de verschillende stroomsoorten uit de diverse locomotieven geschikt te maken voor het boordnet, de binnenlandse versie had deze omvormer niet. De gebruikte omvormer kan vijf rijtuigen van energie voorzien, zodat bij langere treinen meer omvormers nodig zijn. 
Voor de internationale dienst werden 28 rijtuigen gebouwd en geschilderd in de TEE-kleuren beige/rood:
- 13 coupérijtuigen
- 5 salonrijtuigen
- 5 restauratierijtuigen
- 5 bagage/generatorrijtuigen, waarvan 3 met één omvormer en 2 met twee omvormers.

Deze rijtuigen zijn vanaf 1972 ingezet in de Italiaanse TEE treinen TEE Lemano, TEE Ligure en de TEE Mediolanum. 
Tot 1990 zijn diverse vervolgseries voor binnenlands verkeer gebouwd. De binnenlandse versie kreeg een grijs/witte beschildering met rode band. De vervolgserie uit 1973/1974 bestond uit 171 rijtuigen:
- 120 coupérijtuigen
- 30 salonrijtuigen
- 21 restauratierijtuigen

Deze zijn vanaf 1973 in dienst gekomen op het Italiaanse binnenlandse TEE-net. 
- 3 juni 1973: TEE Adriatico
- 30 september 1973: TEE Cycnus
- 30 september 1973: TEE Vesuvio
- 26 mei 1974: TEE Ambrosiano
- 26 mei 1974: TEE Aurora
- 3 juni 1984: TEE Colosseo

In 1976 zijn nog twintig bagagerijtuigen voor de binnenlandse dienst gebouwd en tussen 1986 en 1990 zijn nog tien restauratierijtuigen aan het bestand toegevoegd. 
Eind jaren 90 werden de rijtuigen gemoderniseerd en in de nieuwe "XMPR"-, ook bekend als "biancoverde"-kleuren geschilderd. In 2005 werden sommige rijtuigen voor de tweede maal gerenoveerd en van de nieuwe "EuroCityItalia"-kleuren voorzien. Dit concept werd al snel opgegeven en vervangen door het "EuroStarCity"-concept. De rijtuigen die de "EuroStarCity"-kleuren dragen hebben wel het interieur van het "EuroCityItalia"-programma overgenomen.